# Castillo de Durban
El castillo de Durban (en francés: Château de Durban) es un castillo en ruinas en el pueblo de Durban-Corbières, en el departamento de Aude, al suroeste de Francia.
El castillo fue construido sobre restos romanos en el siglo XI por los señores de Durban, y mencionado por primera vez en un documento de 1018. Los Señores de Durban eran vasallos de los vizcondes de Narbona. En el siglo XII la familia Durban adquirió la propiedad Leucate y Fabrezan, así como las tierras y los derechos sobre Fontjoncouse y Villesèque. El castillo fue propiedad de Bernard de Durban en el siglo XII. En 1229, Guillaume de Durban juró lealtad al rey de Francia, y por lo tanto mantuvo sus tierras, a pesar de los vínculos anteriores de sus antepasados, aunque no la adherencia, con los cátaros.
Fue abandonado y ocupado por un soldado español, que vivió en un cuarto del lugar. El castillo se convirtió posteriormente en una propiedad pública y fue utilizado como pedrera.
Los únicos restos que quedan hoy son la cara norte del edificio principal, una torre de escalera redonda y una torre cuadrada.